# Kirov
Kirov (ruski: Ки́ров), prije znan i kao Vjatka (ruski: Bятка) i Hljinov (ruski: Хлынов), je grad u sjeveroistočnom europskom dijelu Rusije, na rijeci Vjatci. Glavni je grad Kirovske oblasti (Privolški savezni okrug). Nalazi se na 58°36′N 49°39′E / 58.600°N 49.650°E. 
Broj stanovnika: 
- 1999.: 465.000
- 2002.: 464.100

## Povijest
Tvrđavu Hljinov, smještenu zapadno od Urala, su osnovali Novgorodski poduzetnici 1374. godine. Prvi put ju se spominje kao grad u ispravama iz 1457. Hljinov je uključen u Moskovsku kneževinu 1489. Najstariji spomenik u gradu je katedrala Gospina Uzačašća, sagrađena 1689. godine.
1781. Katarina Velika je preimenovala Hljinov, davši mu ime Vjatka i učinila ju je središtem posebne gubernije. Grad je služio i kao mjesto izgona, primjerice za Alexander Herzena i Mihaila Saltikova-Ščedrina. Do konca 19. stoljeća, bio je važna postaja na Transsibirskoj pruzi. 
U prosincu 1934. je preimenovan prema sovjetskom čelniku Sergeju Kirovu, koji je bio ubijen ranije te godine.

## Promet
Kirov je veliko prometno čvorište - željezničko i autoceste, riječna luka i zračna luka. 

## Gospodarstvo
Veliko je središte strojogradnje, metalurgije, lake industrije, tiskarstva.

## Kultura
U Kirovu je nekoliko muzeja, sveučilišta i kazališta, kao i opera i baletna družina. Prema izvješću iz Pravde od 04. siječnja 2005., Kirov je "grad bliznaca", zbog neuobičajeno visoka broja rođenja blizanaca u tom gradu.
Vremenska zona: Moskovsko vrijeme
Kirov je i ime dviju sovjetskih krstarica (klasa Kirov) i sovjetske klase bojne krstarice.